# Chris Kacher

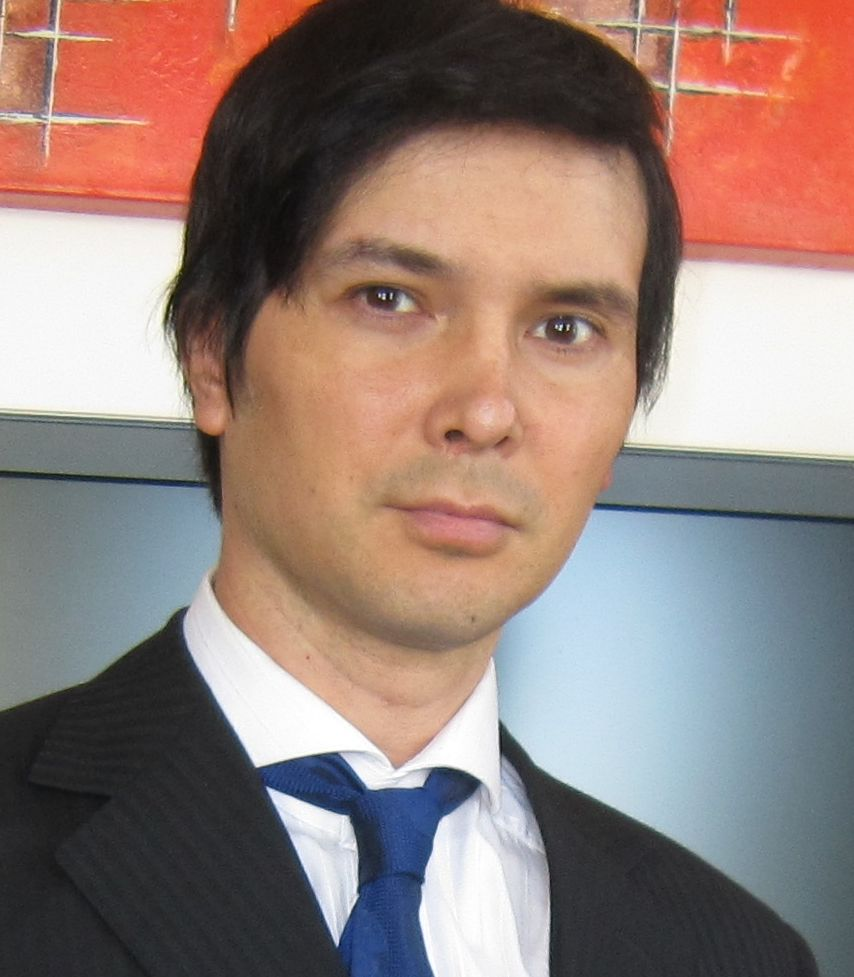
Chris Kacher

Chris Kacher ist ein US-amerikanischer Börseninvestor und Stratege mit einem Hintergrund in Nuklearwissenschaften. Er ist der Mitbegründer eines Börsenberatungsdienstes VirtueOfSelfishInvesting.com, bestens bekannt dafür, in den Jahren 1996 bis 2002 totale Jahresrenditen von 18,241 % erzielt zu haben, was er in seinem Buch Trade Like an O'Neil Disciple: How We Made 18,000 % in the Stock Market, beschrieb, welches er zusammen mit Gil Morales veröffentlichte. Dieses Buch wurde in vier Sprachen übersetzt: Chinesisch, Japanisch, Koreanisch und Deutsch.
In seinem Buch entwickelt Kacher ein Konzept von Pocket Pivot, ein früher Basisausbruchsindikator, der erfolgreich von individuellen Investoren angewendet wurde.

## Ausbildung
Vor seiner Karriere als Börsenmakler machte Dr. Chris Kacher eine Ausbildung in Nuklearwissenschaften an der Universität von Californien, Berkeley. Schon als Student gewann er einen Charles D. Corvell Preis; als Doktorand wirkte er an der Bestätigung der Existenz von Seaborgium und der Synthese eines Atoms von Darmstadtium mit. 1995 graduierte er zum Dr. Phil. in Nuklearwissenschaften an der Universität von Berkeley.
2009 veröffentlichte Chris Kacher unter dem Künstlernamen "Christian Casher" ein Debütalbum seiner Klavierkompositionen Teardrop Rain. Er ist staatlich geprüfter Praktiker in Neuro-Linguistischem Programmieren und Hypnose.

## Börsenkarriere
Während des Aufbaustudiums entwickelte Kacher zunehmendes Interesse am Handel an den internationalen Finanzmärkten. Er begann 1991 mit dem Börsenhandel und stellte schnell fest, dass er seine Karriere von Nuklearphysik hin zu Portfolio-Management verändern wolle. 1995 gründete Chris Kacher einen der ersten Börsenberatungsdienste im Internet.
1996 verband sich Chris Kacher mit William O’Neill & Co. Inc. als Wissenschaftsberater, wo er sehr schnell zum Senior Analysten und Senior Portfolio Manager befördert wurde. Zurzeit ist er als geschäftsführender Direktor bei MoKa Investors, LLC und Virtue of Selfish Investing, LLC tätig.

## Medien und Veröffentlichungen
Chris Kacher tritt regelmäßig in den großen Business-Medien wie CNBC, Reuters und Bloomberg in Erscheinung. Zusammen mit Gil Morales liefert er häufig Beiträge in MarketWatch, Townhall.com, Seeking Alpha, Minyanville und anderen. Außerdem ist er oft als Gast zu diversen Radioshows eingeladen.
Kacher ist zusammen mit Gil Morales mitwirkender Autor bei The Wiley Trading Guide, Volume II. 2012 veröffentlichte Kacher zusammen mit Co-Autor Gil Morales bei Wiley & Sons das Buch In the Trading Cockpit with the O'Neil Disciples, eine Erweiterung und Vertiefung des Buches Trade Like an O'Neil Disciple: How We Made 18,000 % in the Stock Market.

## Veröffentlichungen
- Kevin N. Marder, Marc Dupée: The Best: TradingMarkets.com Conversations With Top Traders. 2000. ISBN 978-1-893756-08-3
- Gil Morales, Chris Kacher: Trade Like an O'Neil Disciple: How We Made 18,000 % in the Stock Market. 2010. ISBN 978-0-470-61653-6
- Inc. John Wiley & Sons, 2011. The Wiley Trading Guide, Volume II, 368 pages, ISBN 978-0-7303-7687-3
- Gil Morales, Chris Kacher: In The Trading Cockpit with the O'Neil Disciples: Strategies that Made Us 18,000 % in the Stock Market. 2012. ISBN 978-1-118-27302-9